# بيتر بيلاش
بيتر بيلاش (بالمجرية: Balázs Péter)‏ هو راكب الكنو مجري، ولد في 3 فبراير 1982 في بودابست في المجر.